# Powerful: Energy for Everyone
Powerful: Energy for Everyone (Potente: energía para todo el mundo)  es un documental canadiense de 2010 que explora diferentes fuentes de energía renovable.
David Chernushenko lleva al público en un viaje global para descubrir diferentes maneras de lograr una estilo de vida más sostenible. La película presenta al público las comunidades, tanto pequeñas como grandes, que han sabido adaptar su modo de vida y abrazar las energías renovables.
.